# Charles-Joseph Nicolas
Charles-Joseph Nicolas SM (ur. 10 lutego 1860 w Jussy, zm. 15 sierpnia 1941) – francuski duchowny rzymskokatolicki, marista, misjonarz, biskup, wikariusz apostolski Fidżi.

## Biografia
Charles-Joseph Nicolas urodził się 10 lutego 1860 w Jussy we Francji. 22 września 1888 otrzymał święcenia prezbiteriatu i został kapłanem Towarzystwa Maryi (marystów).
12 sierpnia 1918 papież Benedykt XV mianował go koadiutorem wikariusza apostolskiego Fidżi oraz biskupem tytularnym Panopolisu. 2 lutego 1919 przyjął sakrę biskupią z rąk delegata apostolskiego Australazji abpa Bartolomeo Cattaneo. Współkonsekratorami byli arcybiskup Wellington Francis Mary Redwood SM oraz biskup Lismore John Joseph Carroll.
2 kwietnia 1922, po śmierci poprzednika bpa Juliena Vidala SM, objął wikariat apostolski Fidżi. Zmarł 15 sierpnia 1941.